# Pumpspeicherwerk Dlouhé stráně
Das Pumpspeicherwerk Dlouhé Stráně ist mit einer Leistung von 2 × 325 MW das größte Pumpspeicherkraftwerk in Tschechien. Betreiber ist das zum tschechischen Energiekonzern ČEZ gehörige Tochterunternehmen Energotis s.r.o.

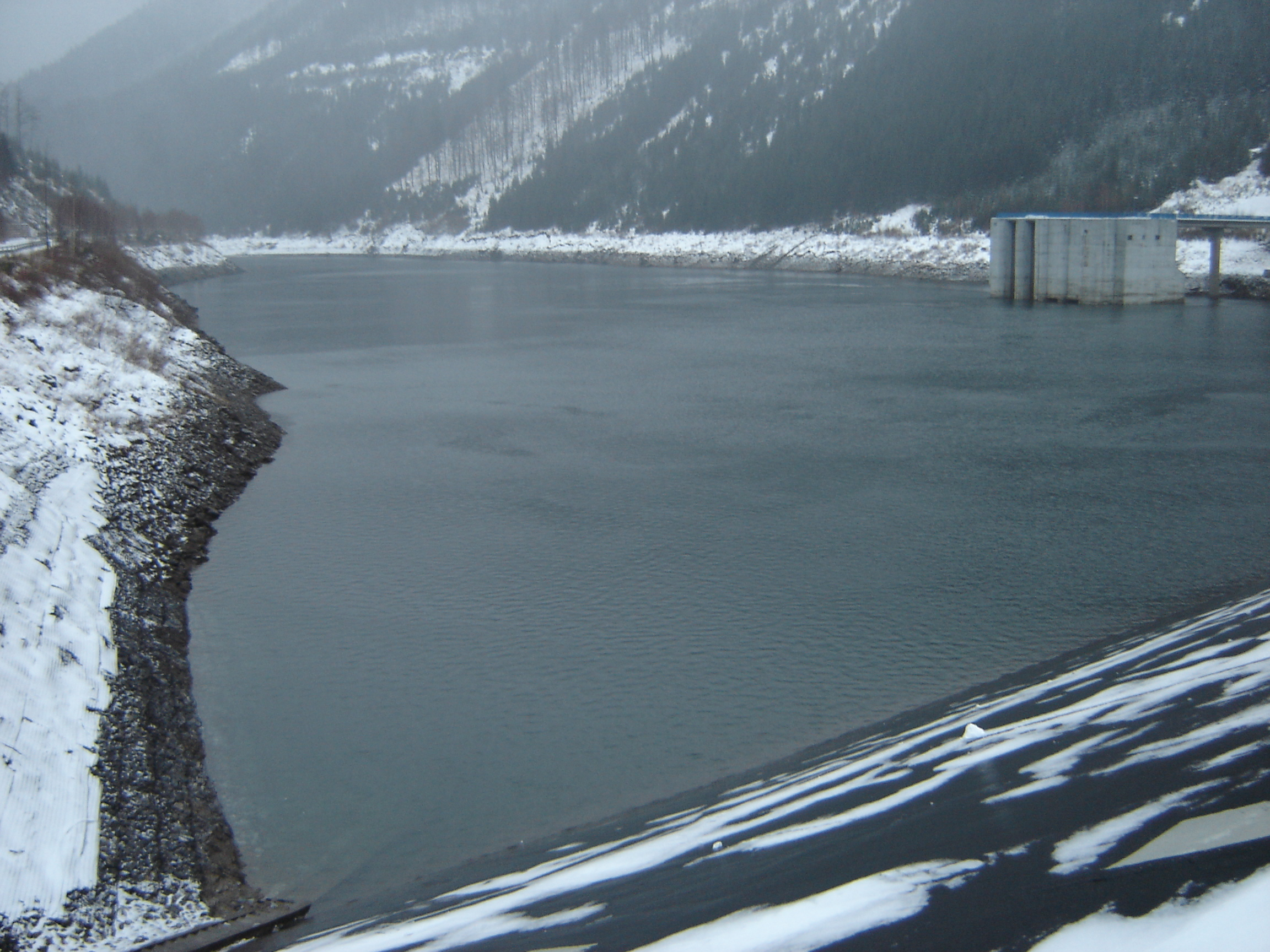
Unterbecken

Es befindet sich im Landschaftsschutzgebiet Altvatergebirge westlich des Praděd oberhalb von Kouty nad Desnou auf dem Gebiet der Gemeinde Loučná nad Desnou. Das Unterbecken ist eine Talsperre im Tal der Divoká Desná (Teß), das Oberbecken wurde westlich davon auf dem Dlouhé Stráně (Lange Leite), einem Nebengipfel des Mravenečník (Ameisenhübel, 1343 m) angelegt und erreicht an der Dammkrone eine Höhe von 1350 m (50° 4′ 29″ N, 17° 9′ 33″ O). Die Dammhöhe des Unterbeckens im Tal der Teß liegt bei 824,7 m, es hat ein Fassungsvermögen von 3.405.000 m³.
Das Pumpspeicherwerk Dlouhé Stráně ist das Wasserkraftwerk mit der größten Fallhöhe in Tschechien und besitzt europaweit die größte Pumpturbine (umkehrbare Wasserturbine). Vom 2.580.000 m³ fassenden Oberbecken führen zwei Druckleitungen mit 3600 mm Durchmesser über eine Distanz von 1500 m zu den beiden Francis-Reversionsturbinen. Der Höhenunterschied zwischen Ober- und Unterbecken beträgt 525 m.
Die Anlage wurde 1978 errichtet und steht seit 1996 im Dauerbetrieb. Die besonderen klimatischen Bedingungen auf dem Kamm des Altvatergebirges, die bereits 1959 zum Einsturz des Altvaterturmes geführt hatten, machten sich auch beim Oberbecken in Form von Undichtheiten nachteilig bemerkbar, so dass im Sommer 2007 die Walo Bertschinger AG mit der Sanierung und Erneuerung der Dichtungsschicht beauftragt wurde.
Die Anlage einschließlich der Windkraftwerke und eines Sonnenkraftwerkes ist in den Monaten April bis August, außer an Feiertagen, nach Voranmeldung und gegen Zahlungen eines Eintrittsgeldes in einer dreistündigen Führung zu besichtigen.